# Socialismo scientifico

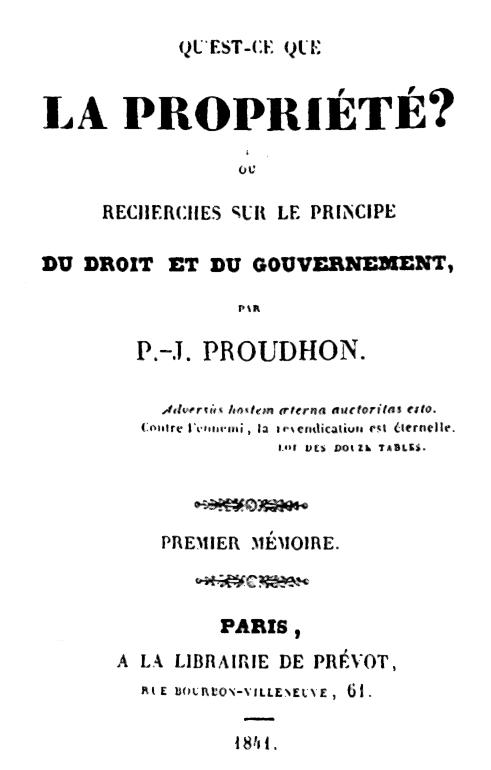
Che Cos'è la Proprietà?, celebre opera di Pierre-Joseph Proudhon.

Il socialismo scientifico è una forma di socialismo che già nel XIX secolo si distinse, in primo luogo, dal precedente e allora ancora contemporaneo socialismo utopistico, e poi dal socialismo libertario per un'analisi e una comprensione scientifica della realtà (concetto poi criticato da Karl Popper).

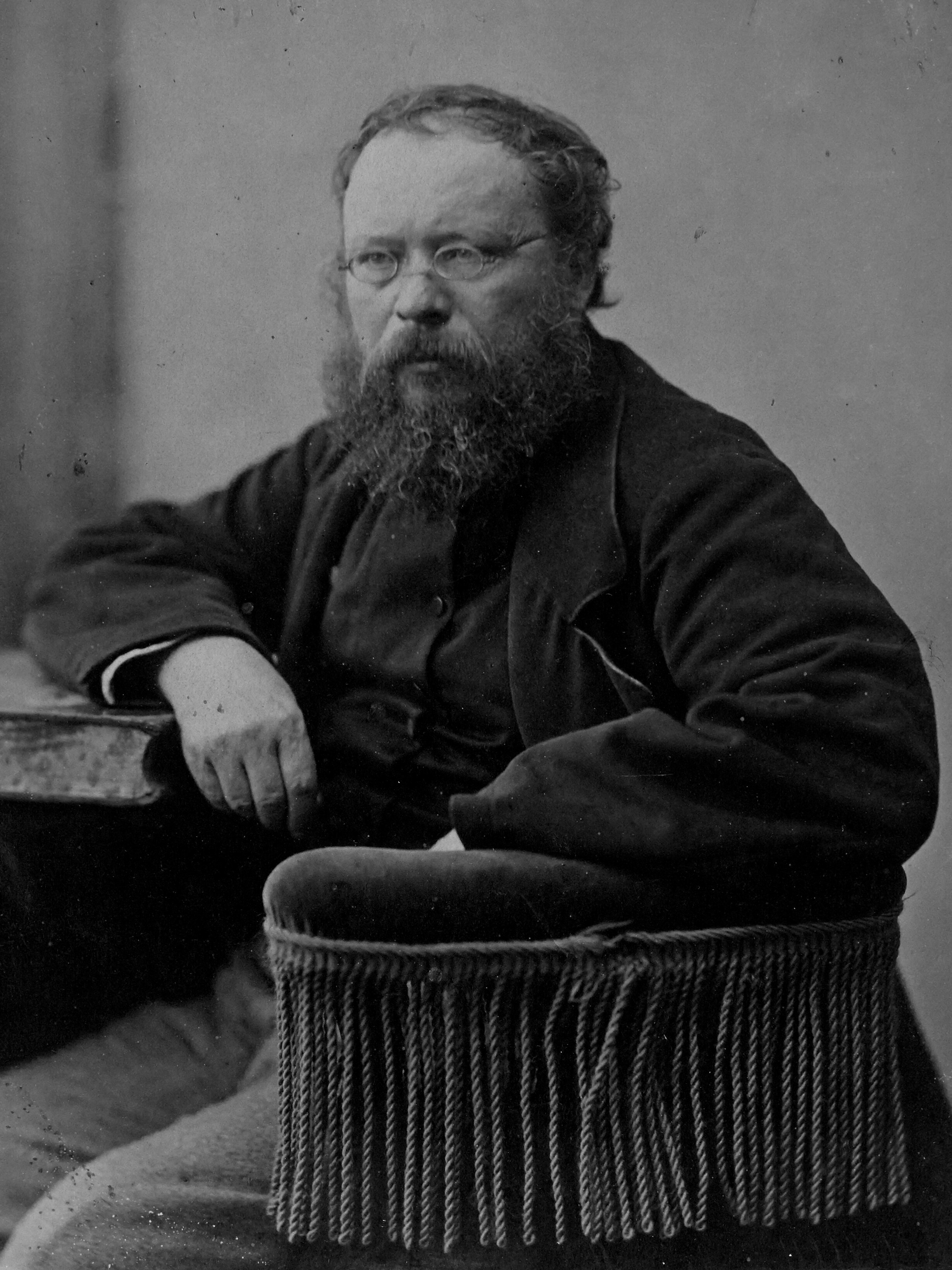
Pierre-Joseph Proudhon, filosofo socialista che coniò il termine "socialismo scientifico".

Al di là delle diverse posizioni individuali di sociologi, filosofi, politici ed economisti che lo hanno commentato, il socialismo scientifico era ed è in ogni caso basato su uno studio analitico delle leggi della storia e della società; su questo studio basa argomenti, obiettivi e principi, contrariamente all'elaborazione da essi stessi considerata astratta e aprioristica del modello sociale utopico. Il socialismo scientifico è una teoria di base tuttora largamente presente sulla scena della teoria politica e sociologica.
Il termine socialismo scientifico venne coniato da Pierre-Joseph Proudhon nella sua opera Che cos'è la proprietà?,dove usò il termine per riferirsi a una società governata da un governo scientifico - quindi una società governata dalla ragione:
(Pierre-Joseph Proudhon, Che cos'è la proprietà? O un'Indagine sul principio del Diritto e del Governo)

## Sintesi e contrasti tra i differenti"socialismi"
Il socialismo scientifico si basa fondamentalmente sugli strumenti forniti dall'approccio dato dal materialismo storico (materialistische Geschichtsauffassung), l'applicazione del materialismo dialettico alla storia delle società umane. Sebbene Marx si sia occupato soprattutto del materialismo storico, è possibile rintracciare un'importante elaborazione teorica di carattere marxista anche riguardo alla storia naturale (di cui secondo la filosofia materialista la storia dell'umanità è una parte).
Il socialismo scientifico utilizza il materialismo come uno strumento con cui scardinare il sistema sociale esistente, e parte come già detto da presupposti filosofici: il materialismo dialettico, in cui "dialettico" esprime l'inclusione nel punto di vista materialista della consapevolezza della dinamica interconnessione tra i processi e dell'universalità del mutamento. Tutto è soggetto ad autotrasformazione, dovuto al fatto che i contenuti son costituiti da forze "contraddittorie", nel gergo del filosofo tedesco Hegel, si teorizza che ciascuna cosa si muti costantemente in qualcosa di diverso da sé. In tale contesto, pertanto, si ripudiano il meccanicismo inteso come materialismo non dialettico e la metafisica nel senso dell'ontologia idealista.

### Utopici e scientifici
I primi teorici del socialismo scientifico furono Karl Marx e Friedrich Engels, che definirono la distinzione tra le due forme di socialismo. Essi sentirono la necessità di distinguere le proprie teorie da quelle di Saint-Simon, Fourier, Owen accusati di avere aspirazioni troppo ideali, per l'appunto "utopiche"; sebbene è pur vero che gli stessi Marx ed Engels ammisero di essersi in parte ispirati alle prime. Tuttavia il socialismo di Marx si distingue fondamentalmente in due punti dalle teorie dei suoi predecessori.
Innanzitutto Marx offre una critica della società capitalista "totale" rispetto a quella parziale operata da Robert Owen, critica resa possibile dall'ottima conoscenza che egli aveva del rapporto fondamentale sul quale si basava la società dell'epoca: il rapporto economico.

La seconda differenza fondamentale sta nell'inserimento marxiano del socialismo all'interno di un'analisi economica evolutiva; tale differenza ha come motivo di base la diversa concezione di Marx di "società" rispetto a quella delle prime forme socialiste: mentre per queste ultime la società è un qualcosa di finito in sé stesso, Marx credeva invece che anche la società del futuro sarebbe stata in continua evoluzione e modificazione; per questo la si può considerare solo in linee generali senza fare progetti precisi e finiti.

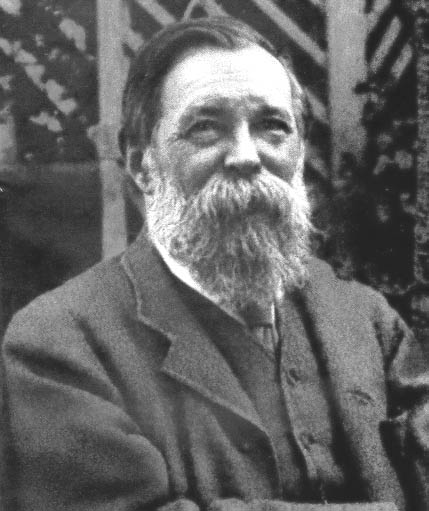
Friedrich Engels, teorico del socialismo scientifico assieme a Karl Marx

Il socialismo scientifico di Marx, sinteticamente ne Il Manifesto propone una lettura della storia sotto la lente del concetto di lotta di classe: il motore della storia è nel contrasto tra una piccola élite (la classe borghese), che possiede o controlla i mezzi di produzione e la grande maggioranza di persone, che non possiede nulla, oltre la propria forza lavoro.
Nella fase storica descritta il capitalismo è qualitativamente connotato, come in (quasi) tutti i modi di produzione precedenti dalla dominanza di almeno una classe sociale su un'altra. Nello specifico i capitalisti, quindi la borghesia che detiene i mezzi di produzione domina sulla classe subordinata, il proletariato, ossia coloro che devono vendere la propria abilità al lavoro in cambio del salario, attraverso lo sfruttamento di questi ultimi che si concreta nel pagamento di una parte della giornata lavorativa, mentre la restante parte il plusvalore è la radice sociale del profitto. Poi ne Il Capitale, Karl Marx analizza la compravendita della forza lavoro dai lavoratori in cambio del risultato dell'attività produttiva ottenendo così un profitto (teoria del valore e teoria marxiana del valore). Per Marx se le classi lavoratrici di tutti i paesi prendessero coscienza dei loro comuni obiettivi, si unirebbero per rovesciare il sistema capitalista, secondo la logica di una razionalità hegeliana, risultato inevitabile di un processo storico in atto; qualora il socialismo non fosse riuscito ad imporsi, ne sarebbe conseguito l'imbarbarimento della società attraverso la rovina delle classi in lotta.
Dalle rovine del capitalismo sarebbe sorta una società in cui, dopo un periodo di transizione (dittatura del proletariato), ove lo Stato avrebbe controllato i mezzi di produzione, in seguito lo Stato sarebbe stato destinato a dissolversi. in tale contesto la proprietà privata sarebbe stata limitata agli effetti personali (proprietà individuale) e la proprietà collettiva dei mezzi di produzione sarebbe stata la fine della divisione della società in classi sociali, la fine dello sfruttamento e la piena realizzazione dell'individuo. Una tale società sarebbe stata costruita attorno all'economia del dono "da ciascuno secondo le sue capacità, a ciascuno secondo le sue necessità." L'idea di dissoluzione dello Stato si sarebbe poi abbandonata, facendo coincidere le due fasi, soprattutto con l'evolversi della evoluzione storica.

### Anarchici e marxisti
Sia secondo Bakunin che secondo Marx bisogna superare il sistema capitalistico ed abolire lo Stato in quanto sistema gerarchico, ma secondo Marx bisogna passare prima attraverso una fase di transizione chiamata “dittatura del proletariato”. Anarchismo e marxismo furono in origine ideologicamente molto vicini, ma l'anarchismo si distaccò dal marxismo successivamente al socialismo reale (realizzato), in quanto esso era troppo lontano dalle loro idee libertarie. Tali idee sono condivise anche dai marxisti consiliaristi e luxemburghisti. 

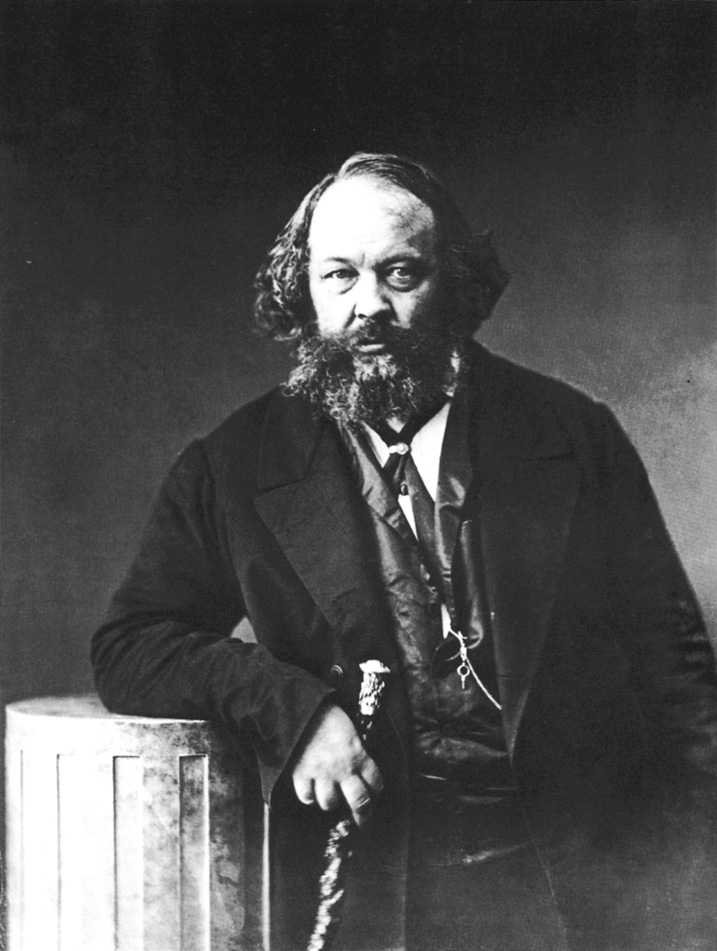
Michail Bakunin, oppositore del socialismo di stato.

Quando Proudhon pubblicò un volume intitolato Filosofia della Miseria, il secondo rispose con il pamphlet Miseria della filosofia. Lo scontro tra anarchici e marxisti divampò all'interno dell'Associazione Internazionale dei Lavoratori (Prima Internazionale). Tra il 1871 e il 1872 Marx ed Engels riuscirono definitivamente a mettere gli anarchici in minoranza e a farli espellere dall'Internazionale.
Il più importante teorico anarchico del primo periodo è sicuramente il russo Michail Bakunin, che espose la sua dottrina per lo più in Stato e anarchia. Per Bakunin libertà e eguaglianza erano due obiettivi inscindibili. Lo Stato, con la sua divisione tra governati e governanti, tra chi possiede la cultura e chi esegue il lavoro fisico, era in sé stesso un apparato repressivo e doveva essere dissolto senza il passaggio per una fase intermedia.
Bakunin individuò gli equivoci e i possibili rischi della nozione di Marx di dittatura del proletariato. Secondo Bakunin il marxismo era l'ideologia di quella che chiamava "élite della classe dominata", avviata a diventare classe dominante a sua volta e in particolare era l'ideologia degli intellettuali sradicati. La conquista del potere da parte dei marxisti, secondo Bakunin, avrebbe portato non alla libertà ma a una dittatura tecnocratica.
Il modello proposto da Bakunin era quello di una libera federazione di comuni, regioni e nazioni in cui i mezzi di produzione, collettivizzati, sarebbero stati direttamente nelle mani del popolo tramite un sistema di autogestione.
(Friedrich Engels, Critica del Programma di Gotha Lettera ad August Bebel)
Idee simili a quelle di Bakunin furono sviluppate da Pëtr Kropotkin, suo connazionale, scienziato oltre che filosofo. Criticando il darwinismo sociale che fungeva da giustificazione alla competizione capitalistica e all'imperialismo, nel suo saggio Mutual Aid (1902) Kropotkin si propone di dimostrare come tra le specie animali prevalgano la cooperazione e l'armonia. Proprio cooperazione ed armonia, senza necessità di una stratificazione gerarchica, dovrebbero essere i principi dell'organizzazione sociale umana. Kropotkin prende ad esempio le poleis greche, i comuni medievali ed altre esperienze storiche come esempi di società autogestite. L'etica non dovrebbe essere imposta dalle leggi dello Stato ma scaturire spontaneamente dalla comunità. Come Bakunin, Kropotkin si augura la scomparsa dello Stato e l'instaurazione di un comunismo federalista, autogestito e decentrato. Il comunismo anarchico esacerberà il distacco da quello di matrice marxista anche nel secolo XIX, con contrapposizioni violente anche durante la rivoluzione sovietica.
Il modello proposto da Bakunin era quello di una libera federazione di comuni, regioni e nazioni in cui i mezzi di produzione, collettivizzati, sarebbero stati direttamente nelle mani del popolo tramite un sistema di autogestione.

## Popper e la falsificabilità delle teorie scientifiche
Il termine autoreferenzialmente definito scientifico dai suoi propugnatori, tale non è all'analisi di alcuni storici e filosofi della scienza del secolo XX. 
Per l'epistemologo Karl Popper (1902 - 1994), autore nel 1934 della Logica della scoperta scientifica, le teorie scientifiche, che non siano riproducibili in laboratorio, devono contenere in sé la possibilità di renderle falsificabili: il criterio dello stato scientifico di una teoria è la sua falsificabilità, confutabilità o controllabilità. Così, la teoria della relatività di Albert Einstein - elaborata dal 1905 al 1915 - faceva predizioni che, se non confermate, avrebbero dimostrato l'erroneità della teoria; ma nell'eclisse avvenuta nel 1919 si poté misurare la curvatura della luce di una stella per effetto della gravitazione del Sole, curvatura prevista da Einstein; se l'osservazione avesse dato risultati diversi – o persino se una qualsiasi futura osservazione darà risultati diversi – la teoria di Einstein si sarebbe dimostrata falsa.
Gli attacchi di Popper allo storicismo, all'olismo e alla scientificità della psicoanalisi e del marxismo hanno indotto i teorici della Scuola di Francoforte a considerare che le scienze sociali e umane, come la psicoanalisi, la sociologia e l'economia su cui si fonda in parte il marxismo, hanno un loro rigore di metodo, per quanto caratterizzato da relativa incertezza rispetto alle scienze naturali. Anche in tali campi esistono criteri per stabilire cosa è frutto di una seria analisi scientifica e cosa è asserzione arbitraria. In quanto Karl Marx e Sigmund Freud utilizzarono metodi ritenuti rigorosi al loro tempo e cercarono di verificare empiricamente le loro teorie, in tanto i loro lavori possono essere considerati scientifici e suscettibili di errore e falsificazione.
Nella sua Miseria dello storicismo, del 1944, Popper sostiene che il marxismo, non tanto quello di Marx, il cui pensiero era influenzato dalla dialettica hegeliana e dallo scientismo del positivismo imperante, quanto quello dei suoi epigoni, non abbia validità scientifica perché ipotizza, per induzione derivante dall'osservazione storica del tramonto delle società succedutesi nel tempo - le società tribali, schiavistiche e feudali - che anche il capitalismo subirà la stessa sorte ma la verifica di quest'accadimento, che viene rimandato a un tempo indefinito, non è verificabile e controllabile.
Senza trascurare che ogni teoria scientifica contiene anche elementi confutabili, in realtà Marx conduceva soprattutto un'analisi sociopolitica del «modo capitalistico di produzione» dei suoi tempi che gli rivelava come quel sistema economico fosse destinato a tramontare.